# Костерин, Евгений Алексеевич
Евгений Алексеевич Костерин (2 января 1949, п. Зыково Мордовской АССР, СССР — 17 июня 2005, Россия) — советский и российский политический деятель, депутат Государственной Думы ФС РФ первого созыва (1993—1995), второго созыва (1995—1999) и третьего созыва (1999—2003)

## Биография
В 1969 году получил средне-техническое образование в Саранском техникуме электронных приборов. С 1970 по 1972 год проходил срочную военную службу в Армии.
С 1972 по 1979 год работал в Ленинском районном комитете ВЛКСМ заведующим отделом, секретарём райкома, затем в Саранском городском комитете ВЛКСМ первым секретарём горкома. В 1977 году получил высшее образование по специальности «учитель русского языка и литературы» в Мордовском государственном педагогическом институте.
В 1984 году окончил Горьковскую высшую партийную школу. С 1979 по 1991 год работал в Мордовском областном комитете КПСС инструктором, заместителем заведующего идеологического отдела, в Саранского городском комитете КПСС секретарём горкома. С 1991 по 1993 год работал Президиума Верховного Совета Республики Мордовия заведующим сектором. С 1993 года состоял в КПРФ, был членом ЦИК КПРФ, возглавлял Мордовское республиканское отделение КПРФ.
В 1993 году избран депутатом Государственной думы Федерального Собрания Российской Федерации первого созыва. Государственной думе был членом Комитета по вопросам местного самоуправления, входил во фракцию Коммунистической партии Российской Федерации.
В 1995 году избран депутатом Государственной думы ФС РФ второго созыва. В Государственной думе был членом Комитета по делам, женщин, семьи и молодёжи, входил во фракцию КПРФ. В 1995 году избран депутатом Государственной думы ФС РФ третьего созыва, был членом Комитета Государственной думы по делам, женщин, семьи и молодёжи, входил во фракцию КПРФ.
Умер 17 июня 2005 года.

## Законотворческая деятельность
За время исполнения полномочий депутата Государственной думы I, II и III созывов выступил соавтором 41 законодательной инициативы и поправки к проектам федеральных законов.